# روز رستاخیز (فیلم ۲۰۰۸)
روز رستاخیز (انگلیسی: Doomsday) فیلمی در ژانر اکشن، علمی تخیلی، ژانر فاجعه و ترسناک به کارگردانی نیل مارشال است که در سال ۲۰۰۸ منتشر شد.

## بازیگران
- رونا میترا
- باب هاسکینز
- ادرین لستر
- الکساندر صدیق
- دیوید اوهارا
- مالکوم مک‌داول
- شان پرتوی
- کل مک‌آنینچ